# Малкълм
„Малкълм“ (на английски: Malcolm in the Middle) е американски ситком по идея на Линууд Бумър и излъчен за пръв път по Fox от 2000 до 2006 г. Носител е на седем награди Еми.
Шоуто представя Франки Мюниц като Малкълм, третият по големина от четири, по-късно пет, а накрая шест деца в семейството. Най-големият, Франсис, е пратен във военно училище, оставяйки тримата си братя: Рийс, Малкълм и Дюи да живеят вкъщи. Малкълм е вторият по големина от тримата. Сериалът проследява Малкълм и ненормалния живот на семейството му.
Сериалът се различава от много други с това, че Малкълм разчупва стената между сцената и публиката и говори директно на зрителя. Сниман е само с една камера и не е използван нито запис на смеещи се хора, нито истинска публика в студио. Както повечето едночасови драми, този половинчасов сериал е сниман на кинолента. Шоуто бързо придобива широк зрителски интерес, започвайки с публика от 23 милиона за първия и 26 милиона за втория епизод.
През декември 2024 г. е обявено че сериалът ще се завърне с нови четири епизода които ще се излъчат на платформата Дисни+.

## Герои
В началото са представени само четири деца. Петото дете, ново бебе, е представено в края на четвъртия сезон на шоуто, въпреки че полът му не се споменава преди пети сезон. Момчетата са от голям към малък: Франсис, Рийс, Малкълм, Дюи, и Джейми. В последния епизод Лоис открива, че е бременна с шесто дете. Франки Мюниц (Малкълм), Брайън Кранстън (Хал), Джъстин Бърфийлд (Рийс) и Ерик Пър Съливан (Дюи) са единствените актьори, които взимат участие във всеки епизод.

### Главни герои
- Лоис (Джейн Качмарек) – тя е майката, неуравновесена по характер. Работи в местен супермаркет. Тя е била много мила с Френсис, но след като той е бил много лошо дете, тя става строга майка. Когато някое от децата ѝ я ядоса, тя го наказва, а ако е наистина сериозно, тя ги гони от къщи. И синовете, и съпругът ѝ се страхуват от нея, защото наказанията ѝ или не са най-обикновени, или са с голяма продължителност.
- Хал (Брайън Кранстън) – е бащата, пада си по откачени неща. Той е леко „луд“. Когато някой от синовете му направи много, много голяма беля, той започва да говори на много странен език, който само Лоис разбира. Той обича Лоис много и винаги я подкрепя. Мрази работата си и не е ходил в петък от 15 г.
- Франсис (Кристофър Кенеди Мастърсън) – първородното дете на Хал и Лоис. Френсис е едно от най-лошите деца, най-вече според Лоис. Винаги прави обратното на това, което му се казва. В началото е пратен във военно училище, но щом става пълнолетен, се маха и отива да работи в Аляска, където се оженва за Пиама, а накрая започва работа в ранчото „Грото“.
- Рийс (Джъстин Бърфийлд) – той оспорва мястото на Френсис за най-лошо дете. Много се харесва на баба си, която е самото зло. Има гениални проблясъци, най-вече с разрушителен ефект. Джейми определено го бие по ум, но нищо чудно – Рийс не ходи на училище почти никога, но често тормози зубрачи и дребосъци.
- Малкълм (Франки Мюниц) – най-умното от децата. За жалост той е егоистичен дърдорко и не разбира от изкуство, както брат си Дюи, а се тормози от това, че някой знае повече от него. Макар и умен, той също е голям пакостник. Прави си домашните, но това не му пречи да ужасява всички с делата си.
- Дюи (Ерик Пър Съливан) – разбира много от изкуство. Пише мюзикъли, свири на пиано и е печелил купи заради своята музикалност. Има способности, но никой в семейството не му обръща внимание, ала той се смята за любимеца на всички.
- Джейми (Джеймс и Лукас Родригес) – най-малкият в семейството. (сезони 4 – 7)
- Катрин Лойд Бърнс (Карълайн Милър) – учителка в училището на Малкълм (сезони 1 – 2)

### Второстепенни герои
- Крейг (Дейвид Антъни Хигинс) – Колега на Лоис в супермаркета, който е тайно влюбен в нея и понякога прави разни щури и откачени неща, за да я впечатли. За жалост мисленето не е най-силната му страна, поради което често става жертва на собствената си глупост.
- Пиама (Еми Колигадо) – жената на Франсис. Ядосва се лесно и малко прилича на Лоис, когато е вбесена.
- Ото (Кенет Марс) – управителят на ранчо „Грото“. Той е най-добрият управител на света, дава отпуски на всичките си служители. Женен е за Гретхен. Двамата почти никога не се карат, за разлика от Франсис и Пиама.
- Гретхен (Меган Фей) – е жената на Ото.
- Стиви (Крейг Ламар Трейлър) – Най-добрият приятел на Малкълм. Стиви има много проблеми, той е в инвалидна количка и има астма.
- Айда (Клорис Лийчман) – злобната баба.

## В България
В България сериалът започва излъчване по bTV. Там се излъчва до шести сезон.
По-късно започва повторно излъчване по Fox Life, където са и премиерите на седми сезон, всеки понеделник от 11:00 до 12:00. Повторенията са всеки делник от 19:00.
На 28 септември 2009 г. повторенията започват и по GTV, всеки делник от 18:00 с повторение от 14:00. На 1 октомври сериалът продължава по обновения bTV Comedy. На 2 юни 2012 г. започва повторно излъчване, всеки ден от 18:00 по три епизода с повторение от 13:30, както и от 03:00, а събота и неделя от 08:30.
През октомври 2012 г. започва излъчване по Fox.
В шести и седми сезон дублажът е на студио Александра Аудио. Ролите се озвучават от Лидия Вълкова, Даниела Йорданова, Любомир Младенов и Александър Воронов.